# Lekkoatletyka na Letnich Igrzyskach Olimpijskich 1924 – bieg na 3000 m z przeszkodami mężczyzn
Bieg na 3000 metrów z przeszkodami mężczyzn był jedną z konkurencji lekkoatletycznych na Letnich Igrzyskach Olimpijskich 1924. Zawody odbyły się w dniach 7 i 9 lipca. W zawodach uczestniczyło 19zawodników z 9 państw.

## Rekordy
| Rekord świata     | 9:33,4(*) | Paul Bontemps | Paryż (FRA)     | 9 czerwca 1924   |
| Rekord olimpijski | 10:00,4   | Percy Hodge   | Antwerpia (BEL) | 20 sierpnia 1920 |

(*) nieoficjalny

## Wyniki

### Półfinały
Trzech najszybszych zawodników z każdego biegu awansowało do finału.
Półfinał 1
| Miejsce | Zawodnik        | Czas    | Kwal. |
| ------- | --------------- | ------- | ----- |
| 1       | Elias Katz      | 9:43,8  | Q OR  |
| 2       | Paul Bontemps   | 9:47,2  | Q     |
| 3       | Evelyn Montague | 9:48,0  | Q     |
| 4       | Nestori Järvelä |         |       |
| 5       | Russell Payne   |         |       |
| 6       | Georges Leclerc | 10:20,0 |       |
| 7       | Antenore Negri  |         |       |

Półfinał 2
| Miejsce | Zawodnik           | Czas   | Kwal. |
| ------- | ------------------ | ------ | ----- |
| 1       | Amédée Isola       | 9:57,8 | Q     |
| 2       | Mike Devaney       |        | Q     |
| 3       | Karl Ebb           |        | Q     |
| 4       | Ernesto Ambrosini  |        |       |
| 5       | David Cummings     |        |       |
| 6       | Leonard Richardson |        |       |
| 7       | Jim Kelly          |        |       |

Półfinał 3
| Miejsce | Zawodnik           | Czas    | Kwal. |
| ------- | ------------------ | ------- | ----- |
| 1       | Ville Ritola       | 9:59,0  | Q     |
| 2       | Marvin Rick        | 10:11,0 | Q     |
| 3       | Sidney Newey       |         | Q     |
| 4       | Maurice Deconninck | 10:19,0 |       |
| 5       | Stanisław Ziffer   | 10:38,4 |       |

### Finał
| Miejsce | Zawodnik        | Czas      |
| ------- | --------------- | --------- |
| 1       | Ville Ritola    | 9:33,6 OR |
| 2       | Elias Katz      | 9:44,0    |
| 3       | Paul Bontemps   | 9:45,2    |
| 4       | Marvin Rick     | 9:56,4    |
| 5       | Karl Ebb        | 9:57,5    |
| 6       | Evelyn Montague | 9:58,0    |
| 7       | Mike Devaney    | 10:01,0   |
| 8       | Amédée Isola    | 10:14,8   |
| –       | Sidney Newey    | DNF       |